# Nemoria sordifrons
Nemoria sordifrons là một loài bướm đêm trong họ Geometridae.